# Второй Рабочий посёлок
Второй Рабочий посёлок — жилой район города Иваново.

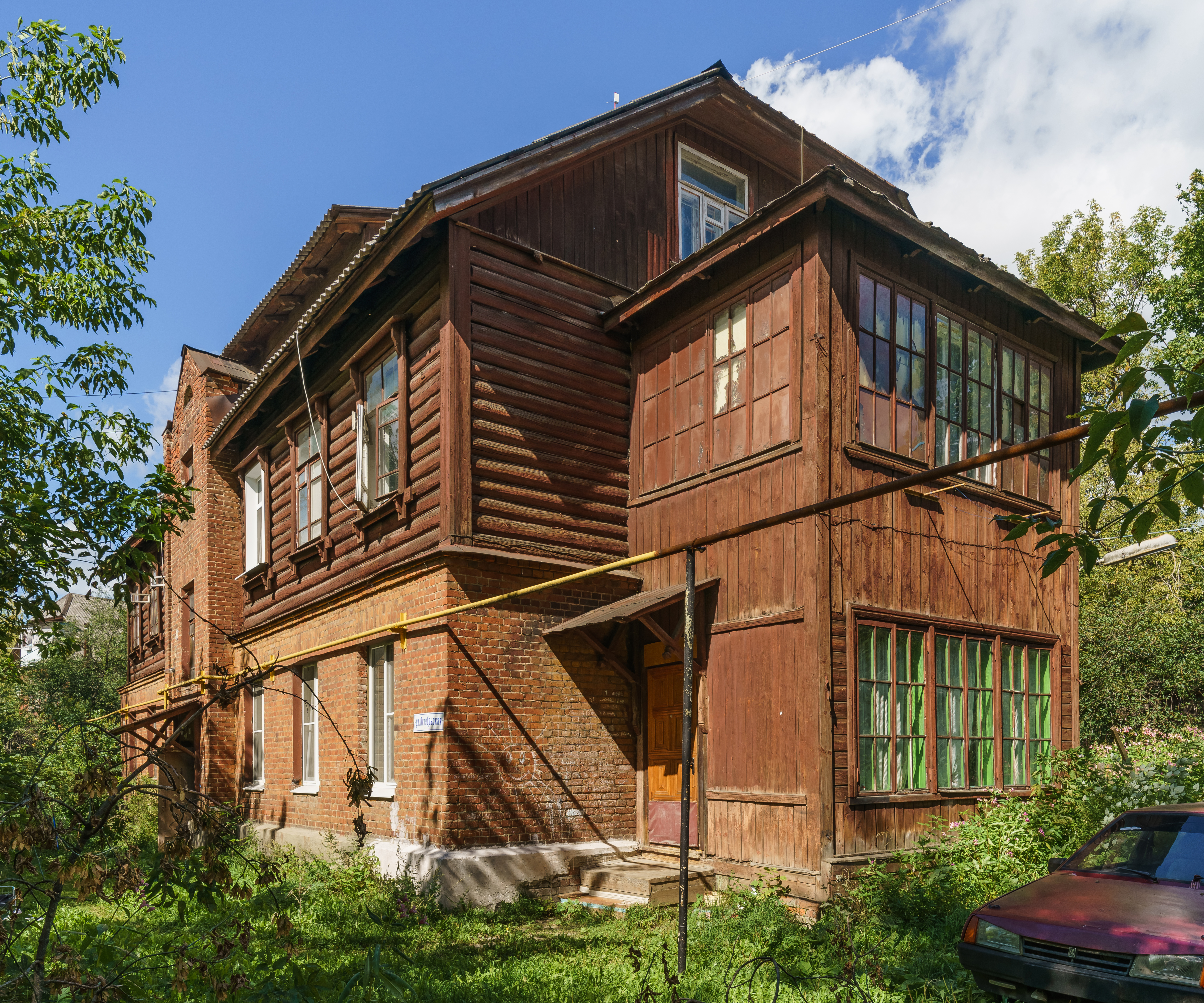
Октябрьская ул., 17

Посёлок разработан А. А. Стаборовским и Н. В. Рудницким в проектном бюро Иваново-Вознесенского государственного текстильного треста (Иваново-Вознесенск переименован в Иваново в 1932 году). Строительство велось в 1925—1926 годах, одновременно с Первым Рабочим посёлком. Позднее по заказу РЖСКТ «Второй Рабочий посёлок» были построены конструктивистские многосекционные «Дом-корабль» и 185-квартирный дом.
Второй Рабочий посёлок, как и Первый, построен в соответствии с популярной в начале XX века концепцией города-сада. Она предполагала создание небольших городков, в которых удобства городской жизни сочетались бы с приусадебными участками и увеличенным озеленением. Изначально важной чертой городов-садов было стремление к социальной справедливости и всеобщему благоденствию. Посёлок имеет довольно простую планировку: вдоль двух параллельных улиц (Фурманова и Октябрьская) поставлено два десятка домов.
Построенные в 1925—1926 годах дома типовые, двухэтажные. Первый этаж кирпичный, второй — бревенчатый, завершён высокой двускатной крышей с мансардой. На торцах выступают из общего объёма остеклённые веранды. На главном симметричном фасаде по центру расположен кирпичный ризалит лестничной клетки. В доме 6 квартир: по три двух- и трёхкомнатных. Дома оборудованы водопроводом и канализацией. Каждый дом имеет отдельный участок с хозяйственными постройками. Стилистически дома характерны удачным сочетанием традиционных и наиболее доступных строительных материалов с выразительной архитектурой, в отдельных элементах которой ощутимо влияние модерна.
Реализация посёлка оказала большое влияние на развитие в 1920-х годах подобных посёлков по всей Иваново-Вознесенской губернии.
Двухэтажные дома и 185-квартирный дом вошли в состав достопримечательного места местного значения «Архитектурный комплекс Второго Рабочего поселка»
.
|                                            |                   |                     |
| 185-квартирный дом (Октябрьская ул., 3/70) | ул. Фурманова, 15 | ул. Калинина, 39/14 |

Аналогичными двухэтажными домами застроен Кооперативный посёлок в Вичуге (1925-1930 годов).